# C25H29N3O
化学式C25H29N3O（摩尔质量：387.53 g/mol）可以指：
- SGT-152，CAS号：1631074-60-6
- 奴芬克索，CAS号：57726-65-5

|  | 这个同类索引页列出了具有相同分子式的化学物（即同分異構體）条目。 除非您是有意链接至本页，否则应将相应条目的内部链接指向正确的条目。 |